# Gimnastyka sportowa na Letnich Igrzyskach Olimpijskich Młodzieży 2010 – skoki na trampolinie chłopców
Zawody w Skokach na trampolinie chłopców na I Letnich Igrzyskach Olimpijskich Młodzieży odbyły się w dniu 20 sierpnia 2010 (kwalifikacje i finał). Do zawodów przystąpiło 12 zawodników, z czego 8 przedostało się do finału.

## Kwalifikacje
| Pozycja | Zawodnik           | Wynik D - podejście 1 | Wynik E - podejście 1 | Wynik D - podejście 2 | Wynik E - podejście 2 | łącznie | uwagi |
| 1       | He Yuxiang         | 0.000                 | 28.700                | 14.100                | 26.000                | 68.800  | Q     |
| 2       | Ołeksandr Satin    | 0.000                 | 28.100                | 15.000                | 25.200                | 68.300  | Q     |
| 3       | Ginga Munemoto     | 0.000                 | 28.100                | 14.700                | 24.000                | 66.200  | Q     |
| 4       | Oliver Amann       | 0.000                 | 26.900                | 14.400                | 24.500                | 65.800  | Q     |
| 5       | Nathan Bailey      | 0.000                 | 26.700                | 14.600                | 23.400                | 64.700  | Q     |
| 6       | Aleh Rabcau        | 0.000                 | 26.300                | 14.300                | 23.100                | 63.700  | Q     |
| 7       | Apostolos Koutavas | 0.000                 | 28.000                | 13.200                | 21.900                | 63.100  | Q     |
| 8       | Curtis Gerein      | 0.000                 | 26.500                | 13.900                | 22.000                | 62.400  | Q     |
| 9       | Lucas Adorno       | 0.000                 | 23.300                | 13.500                | 20.300                | 57.100  | R     |
| 10      | Patrick Cooper     | 0.000                 | 25.600                | 5.400                 | 7.800                 | 38.800  | R     |
| 11      | Hunter Brewster    | 0.000                 | 26.100                | 3.100                 | 4.500                 | 33.700  |       |
| 12      | Reinhard Huisamen  | 0.000                 | 24.500                | 1.500                 | 2.100                 | 28.100  |       |

## Finał
| Pozycja | Zawodnik           | Wynik D | Wynik E | łącznie |
|         | Ołeksandr Satin    | 15.000  | 26.000  | 41.000  |
|         | He Yuxiang         | 14.700  | 26.000  | 40.700  |
|         | Ginga Munemoto     | 14.700  | 25.300  | 40.000  |
| 4       | Apostolos Koutavas | 15.000  | 24.200  | 39.200  |
| 5       | Oliver Amann       | 14.800  | 23.700  | 38.500  |
| 6       | Aleh Rabcau        | 14.300  | 23.000  | 37.300  |
| 7       | Curtis Gerein      | 13.900  | 22.900  | 36.800  |
| 8       | Nathan Bailey      | 4.700   | 7.300   | 12.000  |